# Eduardo Martín
Eduardo Eliseo Martín (ur. 26 grudnia 1953 w Venado Tuerto) – argentyński duchowny katolicki, arcybiskup metropolita Rosario od 2014.

## Życiorys

### Prezbiterat
Święcenia kapłańskie otrzymał 26 grudnia 1980 i został inkardynowany do diecezji Venado Tuerto. Pracował przede wszystkim jako duszpasterz parafialny, był także m.in. wykładowcą seminarium duchownego w La Placie oraz wikariuszem generalnym diecezji.

### Episkopat
21 lutego 2006 papież Benedykt XVI mianował go biskupem diecezji Villa de la Concepción del Río Cuarto. Sakry biskupiej udzielił mu 19 maja 2006 emerytowany biskup Venado Tuerto – Paulino Reale Chirina.
4 lipca 2014 papież Franciszek ustanowił go arcybiskupem metropolitą Rosario. Ingres odbył się 24 sierpnia 2014.